# Nyctiophylax endrusseiti
Nyctiophylax endrusseiti is een fossiele soort schietmot uit de familie Polycentropodidae.